# Fanny Cerrito

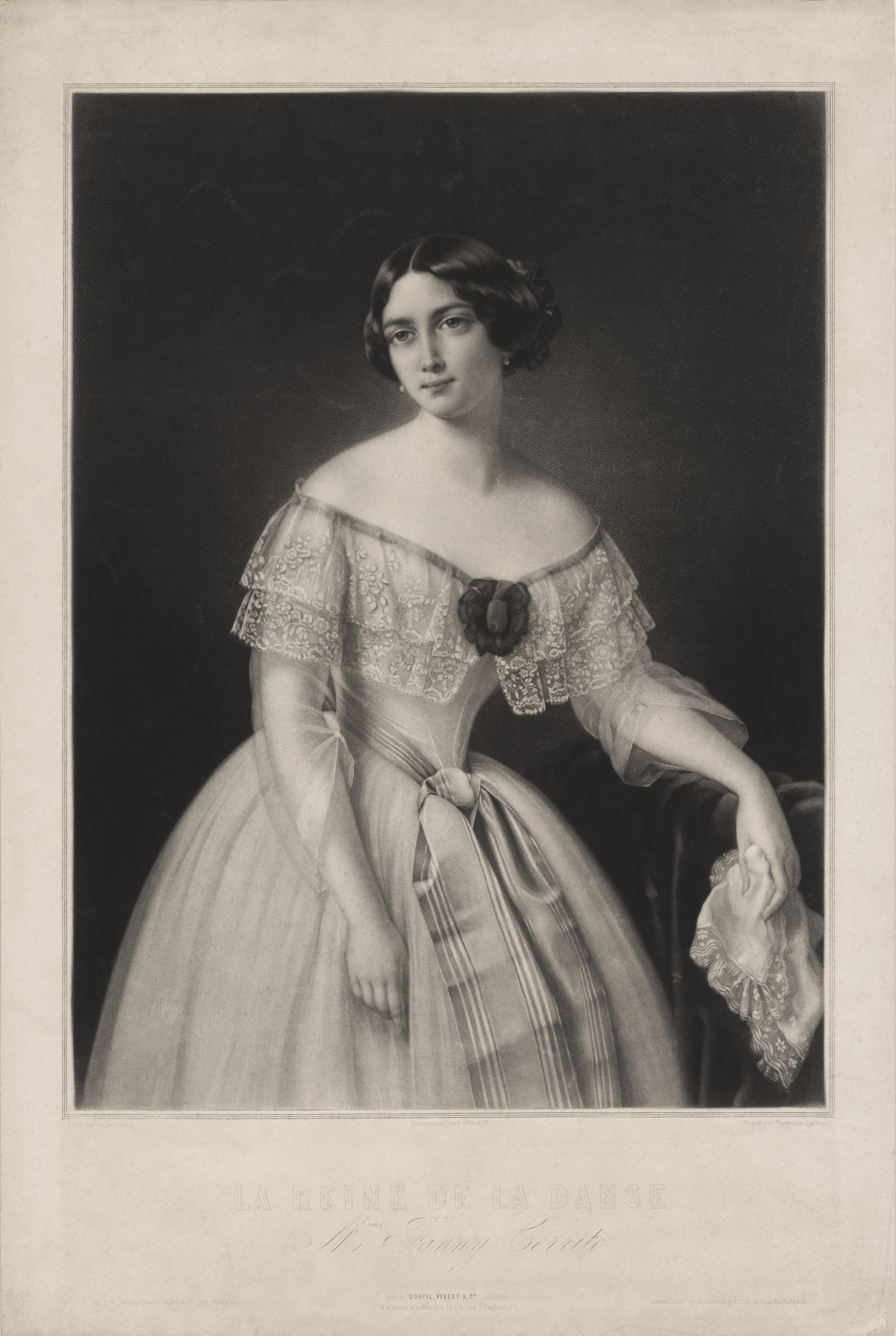
Fanny Cerrito, Lithographie von Hyppolite Garnier nach einem Gemälde von Jules Laure, 1849

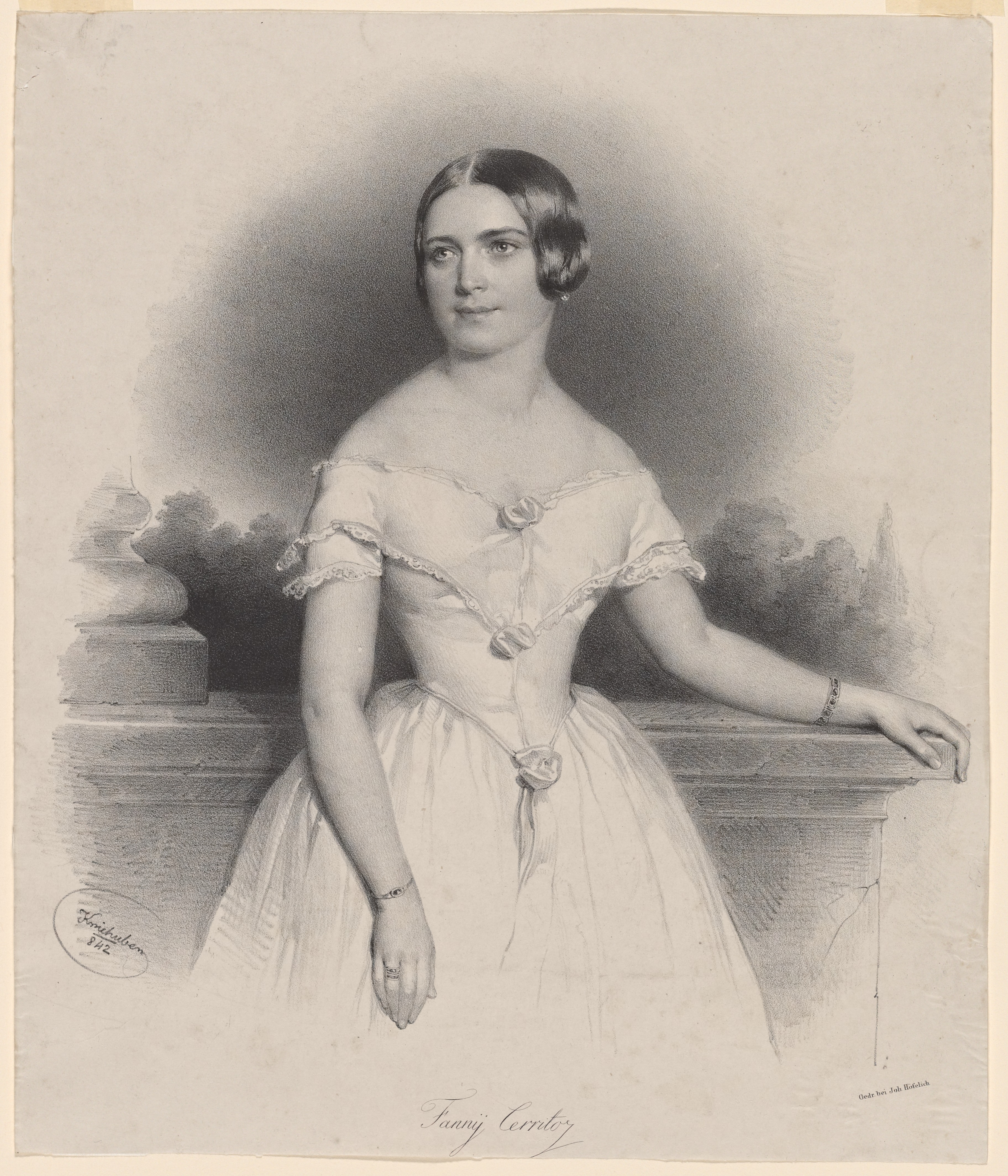
Fanny Cerrito, Lithographie von Josef Kriehuber, 1842

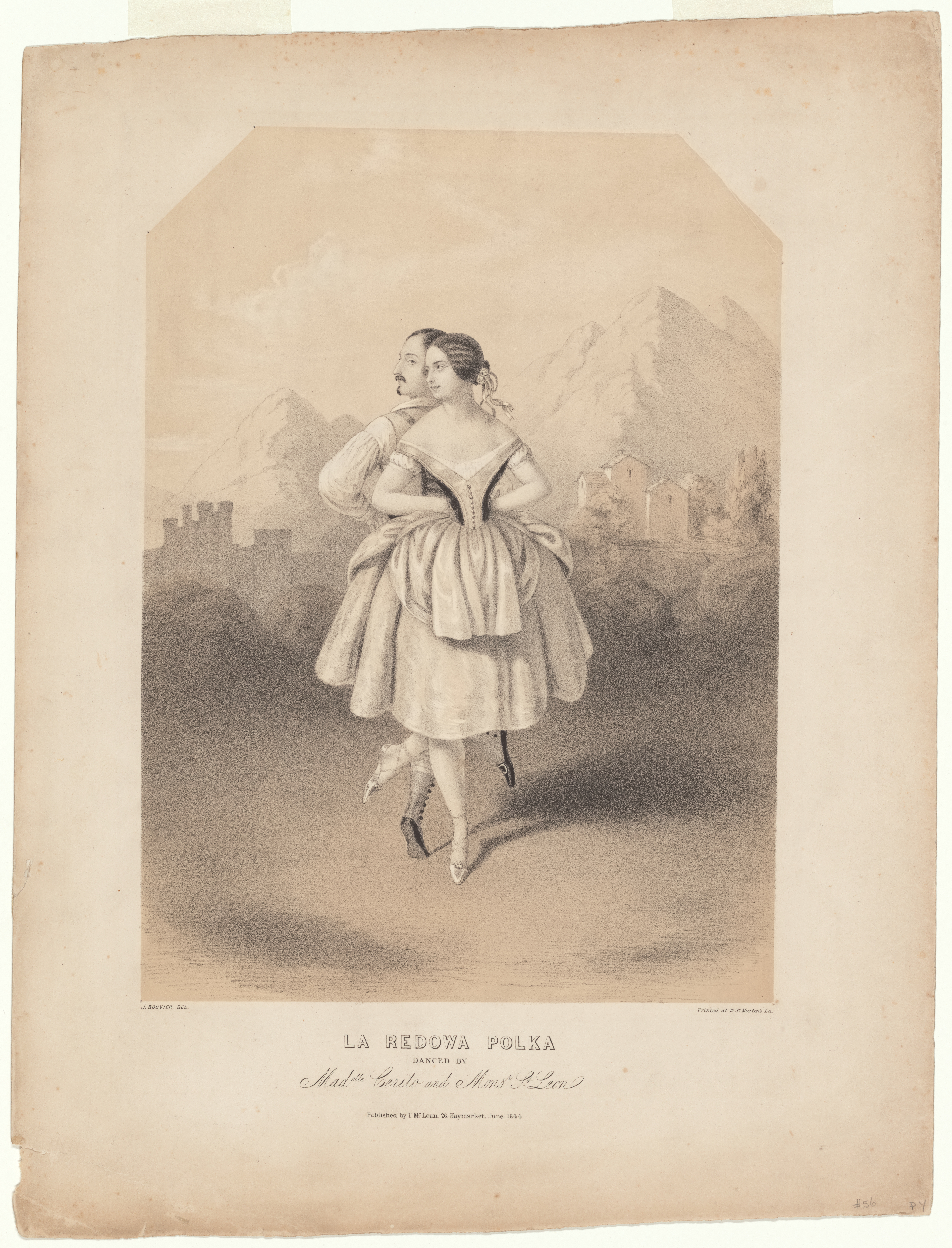
Fanny Cerrito und Arthur Saint-Léon tanzen die Redowa-Polka in La Vivandière, 1844

Fanny Cerrito, eigentlich Francesca Teresa Giuseppa (Raffaela) Cerrito (auch: Cerito; * 11. Mai 1817 in Neapel; † 6. Mai 1909 in Paris) war eine italienische Ballerina und, neben Marie Taglioni, eine der wenigen Frauen, die im 19. Jahrhundert auch als Choreografin wirkten.

## Leben

### Jugend und frühe Karriere
Ihre Eltern waren Marianna d’Alife und Raffaele Cerrito, ein ehemaliger Offizier der neapolitanischen Armee und Veteran der napoleonischen Kriege.
Francesca war ein fantasievolles und impulsives Kind, das seine erste Ausbildung an der Ballettschule des Teatro San Carlo bei P. Hus und Salvatore Taglioni, dem Bruder von Filippo Taglioni, erhielt. Am 28. Juli 1832 debütierte sie am Teatro del Fondo in einem Pas de deux in Giovanni Galzeranis Ballett Oroscopo. Ihr Erfolg führte zu Engagements am Teatro Tordinona in Rom (1833) in weiteren Balletten von Galzerani, und am San Carlo in Neapel in Balletten von Salvatore Taglioni. 1833–34 war Cerrito zwischenzeitlich am Teatro della Pergola in Florenz und begegnete dort zum ersten Mal ihrer Rivalin, der zwei Jahre jüngeren Carlotta Grisi.
Schon in ihrer frühen Zeit in Neapel muss sie sich selber um mehrere Jahre jünger gemacht haben als sie war, woraus später eine gewisse Verwirrung über ihr wahres Geburtsjahr (1817 anstelle von 1821) resultierte.
Nach einem Zwischenspiel in Turin war sie 1836–37 in Wien, wo sie zum ersten Mal unter dem Diminutiv ihres Vornamens als „Fanny Cerrito“ auftrat, möglicherweise in Anlehnung an ihre berühmte Wiener Kollegin, Fanny Elßler, mit der sie in beinahe dreister Weise gleich konkurrierte, als sie am Kärntnertortheater ausgerechnet Elßlers berühmte Cachucha tanzte. Cerrito zeigte in Wien auch zum ersten Mal ihre choreografische Begabung mit einigen eigenen Tänzen für Ballette anderer Meister.
Von 1838 bis 1840 war sie als Primaballerina an der Mailänder Scala engagiert und avancierte dort schnell zum Publikumsliebling. Nebenher vervollkommnete sie ihre Ausbildung bei dem berühmten Tänzer und Pädagogen Carlo Blasis. Unter anderem trat sie an der Scala in der pantomimischen Rolle der Fenella in der italienischen Premiere von Aubers berühmter Oper La Muette de Portici auf, und hatte einen glänzenden Erfolg in La rivolta delle donne del Serraglio („Die Revolte der Frauen im Serail“) von B. Vestris (4. Mai 1839), das 45 Aufführungen erlebte. In Mailand tanzte sie außerdem in Balletten von Galzerani, Monticini und Salvatore Taglioni.

### London

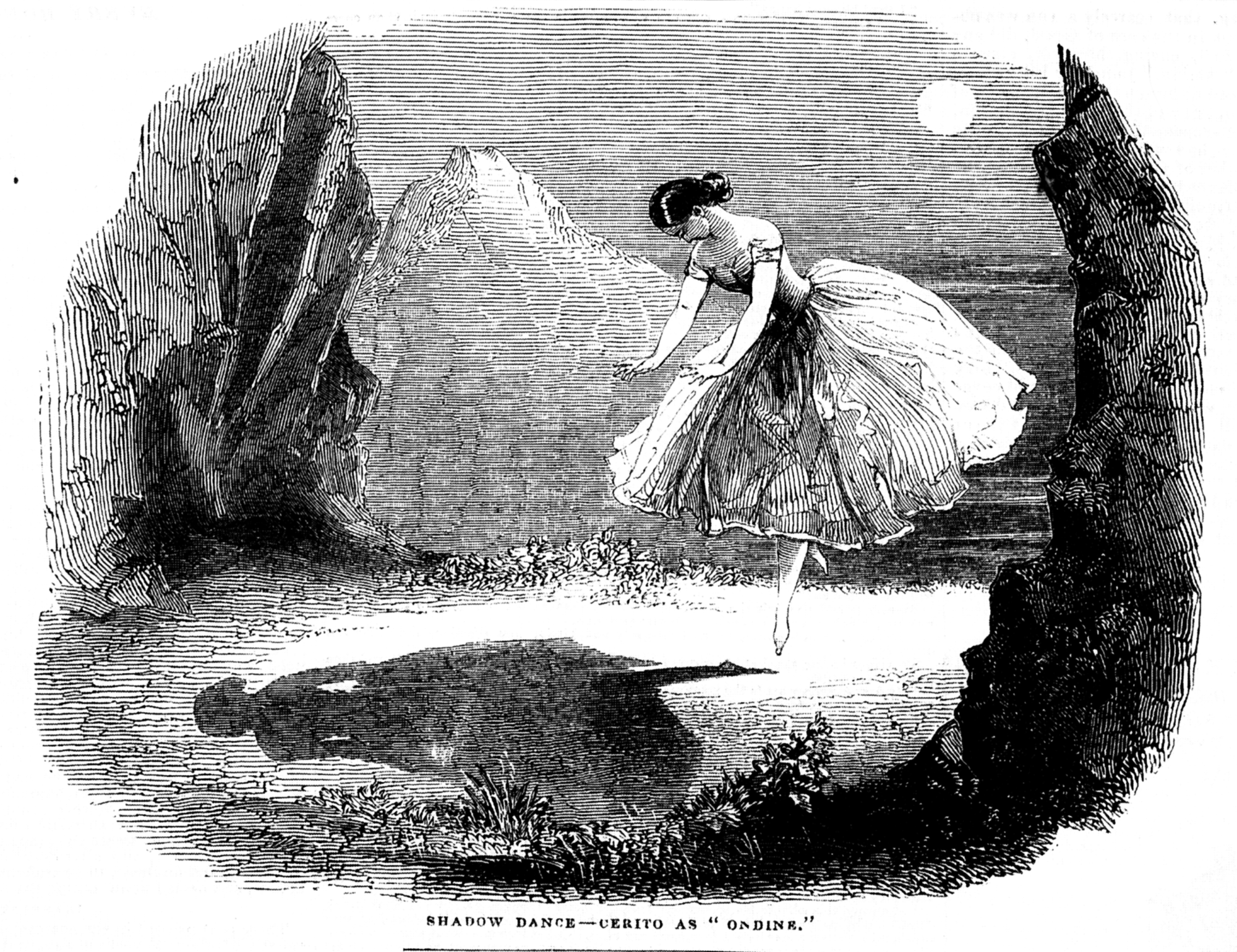
Cerrito im Schattentanz in Ondine, London 1843

Internationale Anerkennung als Tänzerin erreichte sie endgültig während ihres Engagements am Her Majesty’s Theatre in London in den Jahren 1840 bis 1848. Die erste Rolle, die dort eigens für Cerrito geschaffen wurde, war die Fee Zéïla in Antonio Guerras Le lac des fées (UA: 14. Mai 1840), die sie später auch auf ihren vielen Tourneen (vor allem nach Italien und Wien) noch öfters tanzte. Auch in der englischen Hauptstadt war sie ein echter Publikumsliebling und wurde bewundert für die feurige Brillanz ihrer Interpretationen, und für ihre Stärke und Schnelligkeit. Sie hatte keine Scheu, in direkte Konkurrenz zu der gefeierten Marie Taglioni zu gehen und trat am 10. Juni 1841 in London in deren Glanzrolle, der Titelrolle von La Sylphide, auf, die Cerrito zuvor allerdings schon in einer choreografischen Version von Cortesi in Italien getanzt hatte (u. a. in Mailand).

In London arbeitete sie häufig mit Jules Perrot zusammen, der für sie mehrere erfolgreiche Ballette kreierte, darunter (gemeinsam mit André Deshayes) Alma ou la fille du feu („Alma oder die Tochter des Feuers“; 1842), wozu sie selber auch eigene Tänze beisteuerte. Zu ihren berühmtesten Rollen zählte die Titelpartie in Perrots und Pugnis Ondine (1843) und Lalla Rookh (1846). 1843 tanzte sie auch in einem sensationellen Pas de deux zusammen mit Fanny Elßler.
In London war sie eine Zeitlang mit dem berühmten Koch Alexis Soyer liiert. Die Verbindung der beiden scheiterte letztlich auch am Widerstand ihrer Eltern, die in der Verbindung zu Saint-Léon die karriereförderndere Beziehung sahen.

### Leben mit Arthur-Saint-Léon

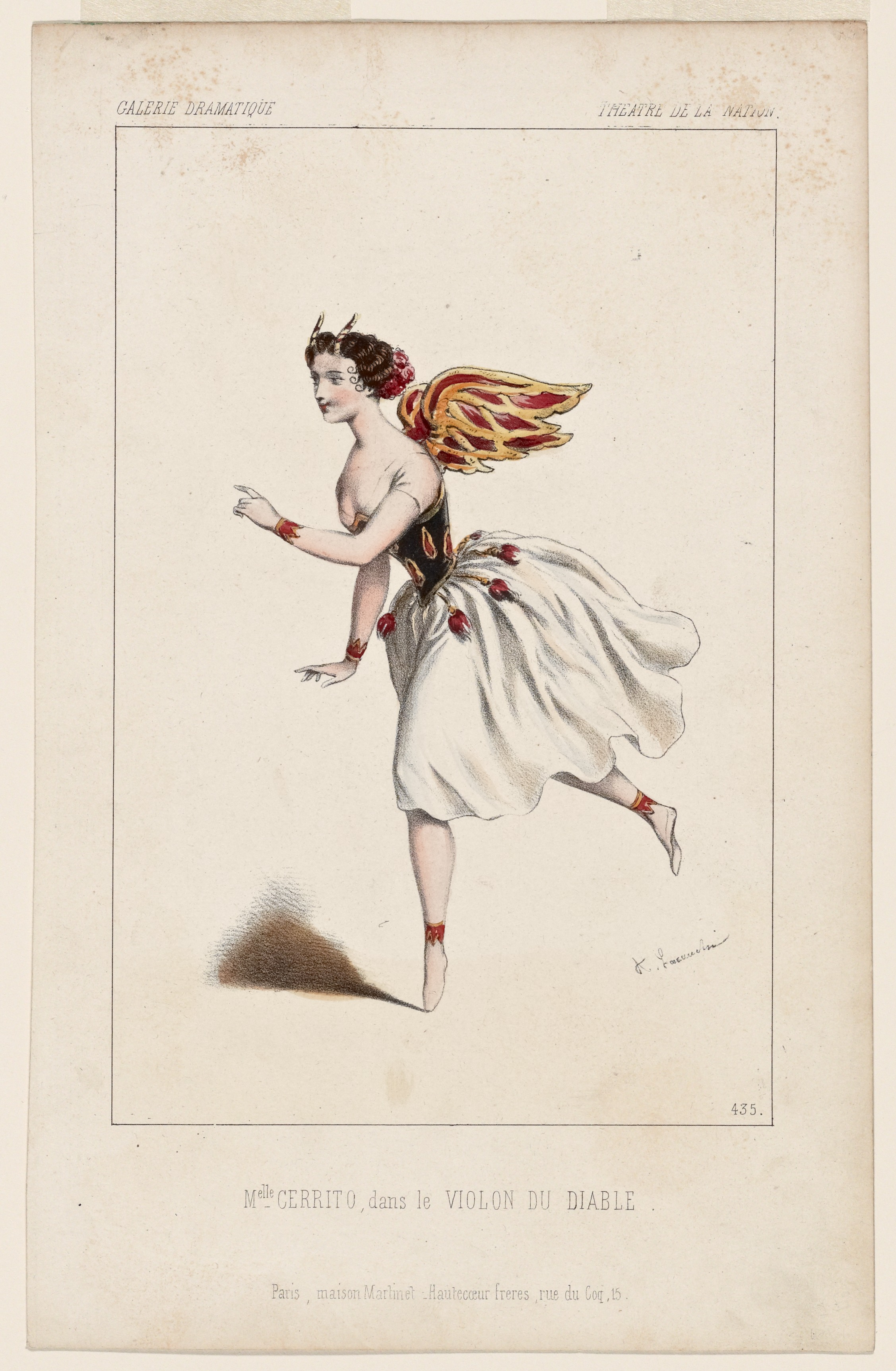
Kostümentwurf für Fanny Cerrito in Saint-Léons Le violon du diable, Paris 1849

Fanny Cerrito tanzte 1841 in Wien zum ersten Mal mit Arthur Saint-Léon in dem Ballett Le diable boiteux („Der hinkende Teufel“). 1843 begegnete sie ihm wieder in London, wo sie auch privat ein Paar wurden. Sie gingen zusammen auf Tourneen durch England und Italien, nach Bologna, Rom, Florenz, Parma und Venedig. In Rom wurde die Cerrito Ende 1843 ehrenhalber in die Accademia di Santa Cecilia aufgenommen, was ganz ungewöhnlich für eine Tänzerin war.

Nach Auftritten in Brüssel und zurück in London, schuf Saint-Léon für sich und seine Partnerin La Vivandière, das zum ersten Mal am 23. Mai 1844 aufgeführt wurde und zu den Balletten zählt, die besonders mit Cerrito identifiziert wurden. Aus diesem Ballett existiert eine vollständige Aufzeichnung des Pas de six in Saint-Léons Sténochorégraphie. Somit existiert die exakte Niederschrift eines Tanzes der Cerrito. Der Erfolg dieses Balletts führte sie auf Tourneen in England und nach Italien.
Am 17. April 1845 heirateten Fanny Cerrito und Arthur Saint-Léon in der Église des Batignolles in Paris. Im selben Jahr präsentierte sie ihr eigenes Ballett Rosida, das jedoch unter einem nicht besonders guten Libretto litt. Sie wirkte außerdem in Perrots und Pugnis berühmtem Pas de Quatre mit, der zum ersten Mal am 12. Juni 1845 zwischen den Akten von Donizettis Oper Anna Bolena gezeigt wurde. Dafür hatte der Londoner Theatermanager Benjamin Lumley vier der berühmtesten Primaballerinen seiner Zeit zu einem gemeinsamen Tanz vereint – neben Fanny Cerrito: Marie Taglioni, Carlotta Grisi und Lucile Grahn. Perrot gab sich viel Mühe, eine ausgeglichene Choreografie zu schaffen, vor allem bei den beiden Parts für die stark miteinander konkurrierenden Grisi und Cerrito. Die Original-Choreografie zu diesem Divertissement ist erhalten.

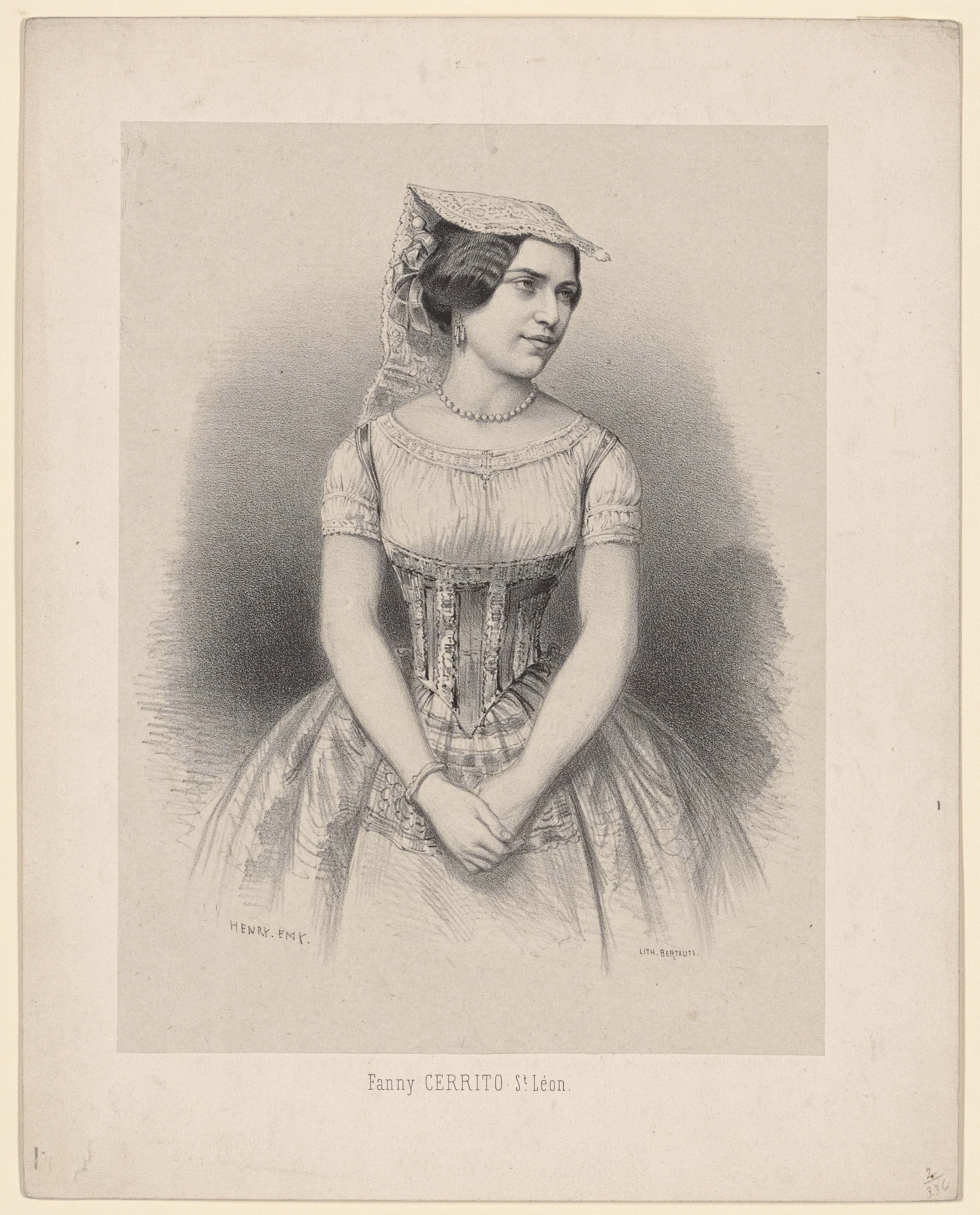
Porträt von Fanny Cerrito in Stella ou Les contrebandiers, 1850

Zwischen 1847 und 1851 arbeiteten Cerrito und ihr Mann gemeinsam an der Opéra in Paris, wo sie mit ihrem tänzerischen Elan wie gewohnt das Publikum auf ihrer Seite hatte, auch wenn einige Kritiker bei ihrem Debüt in Alma einige technische Mängel anmerkten. Zu ihren größten Pariser Erfolgen gehörten Saint-Léons neue Ballette Le Violon du diable (1849) und Stella (1850). Weitere gemeinsame Tourneen des Tänzerpaares führten sie nach Brüssel, Hamburg, Berlin, und Pest in Ungarn, sowie 1851 nach Madrid.

### Späte Karriere und Lebensende
Ihre Ehe war jedoch mittlerweile zerrüttet, so dass Cerrito und Saint-Léon sich 1851 in Paris scheiden ließen und auch beruflich getrennter Wege gingen. Saint-Léon blieb in Paris und Cerrito ging zunächst nach London, dann zurück nach Madrid, wo sie eine Beziehung zu dem Marqués Manuel Antonio de Acuna di Bedmar (wieder ?) aufnahm, von dem sie am 6. Oktober 1853 ihre Tochter Matilde bekam.
Die Cerrito wirkte noch von Ende 1852 bis 1855 an der Pariser Oper und tanzte 1854 in dem von ihr choreografierten Ballett Gemma, dessen Libretto der Schriftsteller und Balletomane Théophile Gautier geschrieben hatte, das jedoch keinen besonderen Erfolg hatte. Noch dazu tauchte in Paris eine ernstzunehmende Konkurrenz in der jungen Carolina Rosati auf.
Nach Auftritten in London ging sie 1855 und 1856 nach Russland, wo Perrot und Pugni für sie das Ballett Armida schufen (Sankt Petersburg, 1855). In Moskau tanzte die Cerrito bei den Feierlichkeiten zur Krönung von Zar Alexander II. (1856) in La fille de marbre. Ein Bühnenunfall, bei dem sie um ein Haar von einem herabfallenden brennenden Teil des Bühnenbilds getroffen wurde, soll der Auslöser für ihren Abschied von der Bühne gewesen sein. Sie trat jedoch noch ein letztes Mal 1857 in London auf, bevor sie sich ins Privatleben zurückzog.
Den Rest ihres Lebens verbrachte sie zurückgezogen in Paris mit ihrer Tochter Mathilde, die von ihrem Vater, dem Marqués de Bedmar, ein Vermögen erbte. Im Alter litt Fanny Cerrito unter zunehmender Blindheit und Lähmung und war bei ihrem Tode im Jahr 1909 fast vergessen. Sie wurde auf dem Friedhof von Montmartre in Paris begraben.
Joseph Lanner widmete ihr seine Cerrito-Polka, Op. 189.

## Bilder

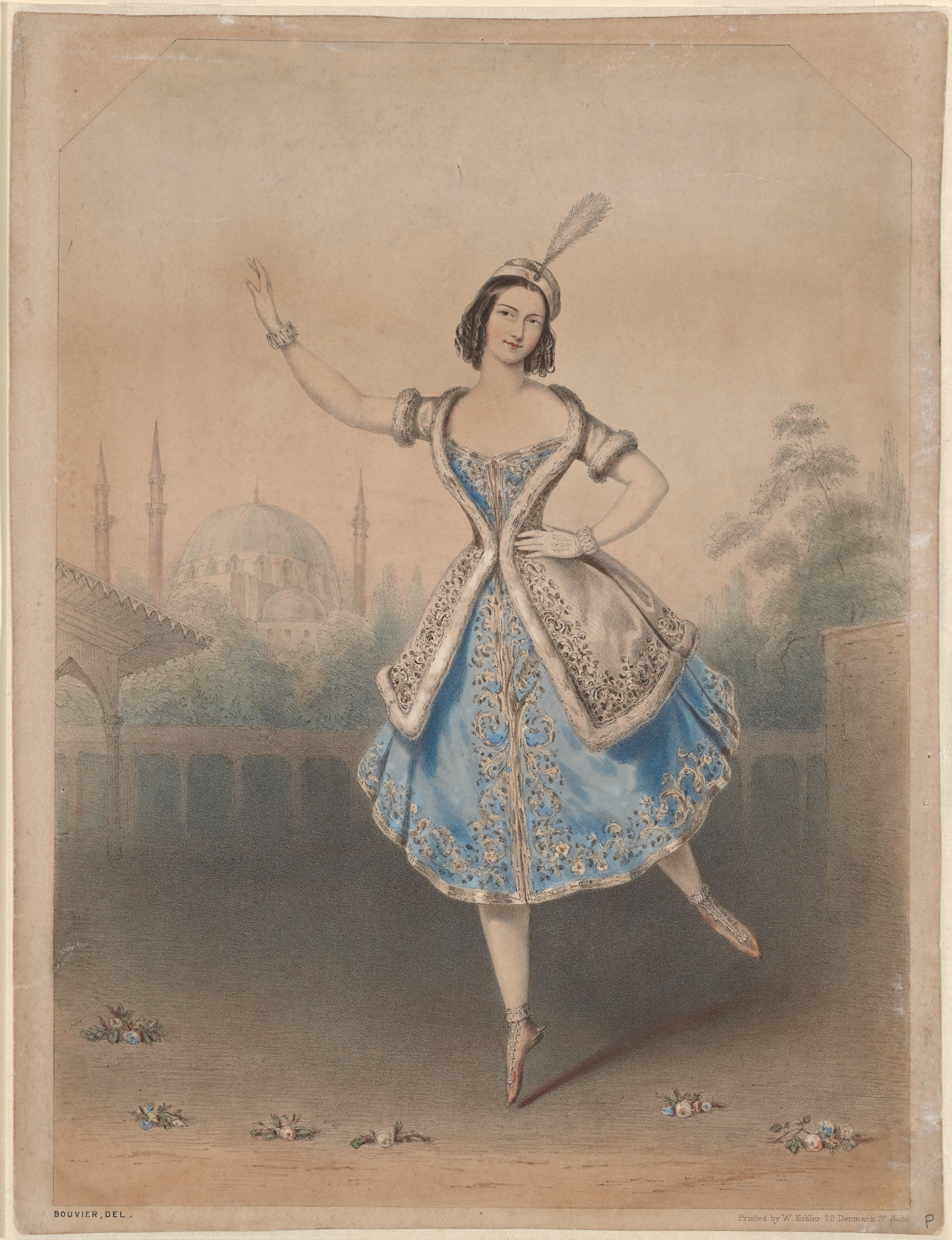
Fanny Cerrito in La Lituana, 1840
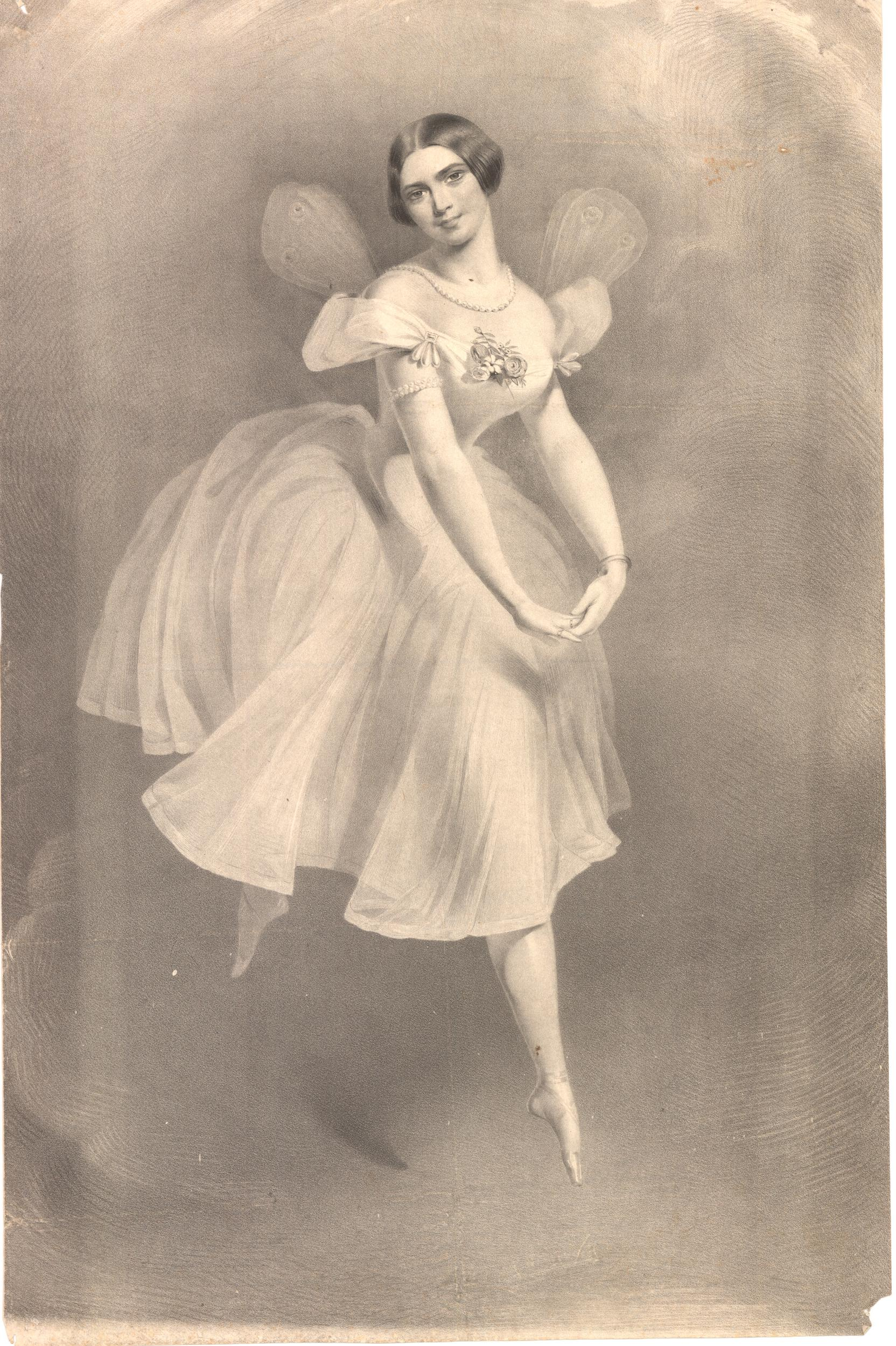
Fanny Cerrito als Sylphide oder Fee, 1839 (nach John Deffett Francis)
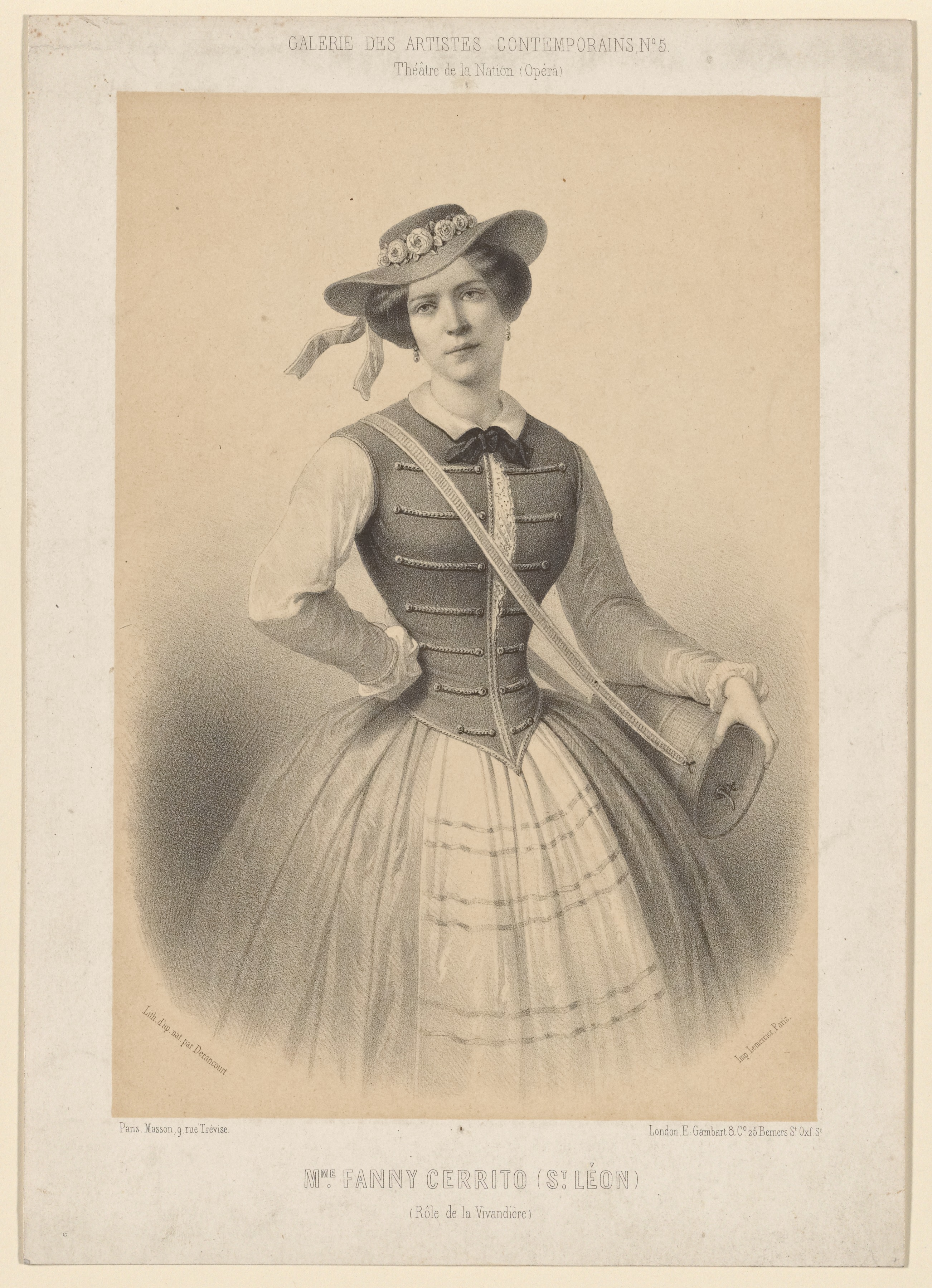
Porträt von Fanny Cerrito in La Vivandière, 1846
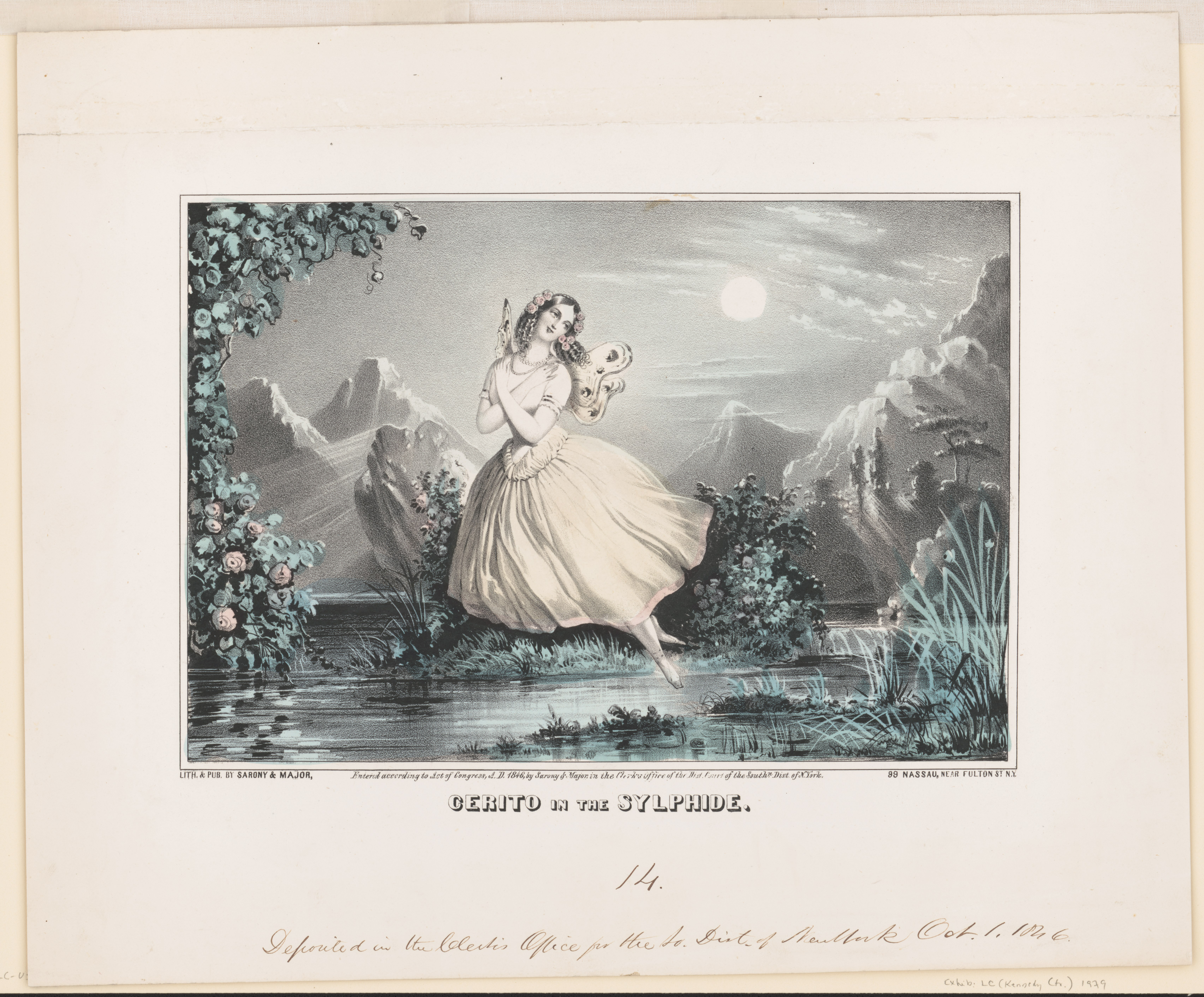
Fanny Cerrito in La Sylphide
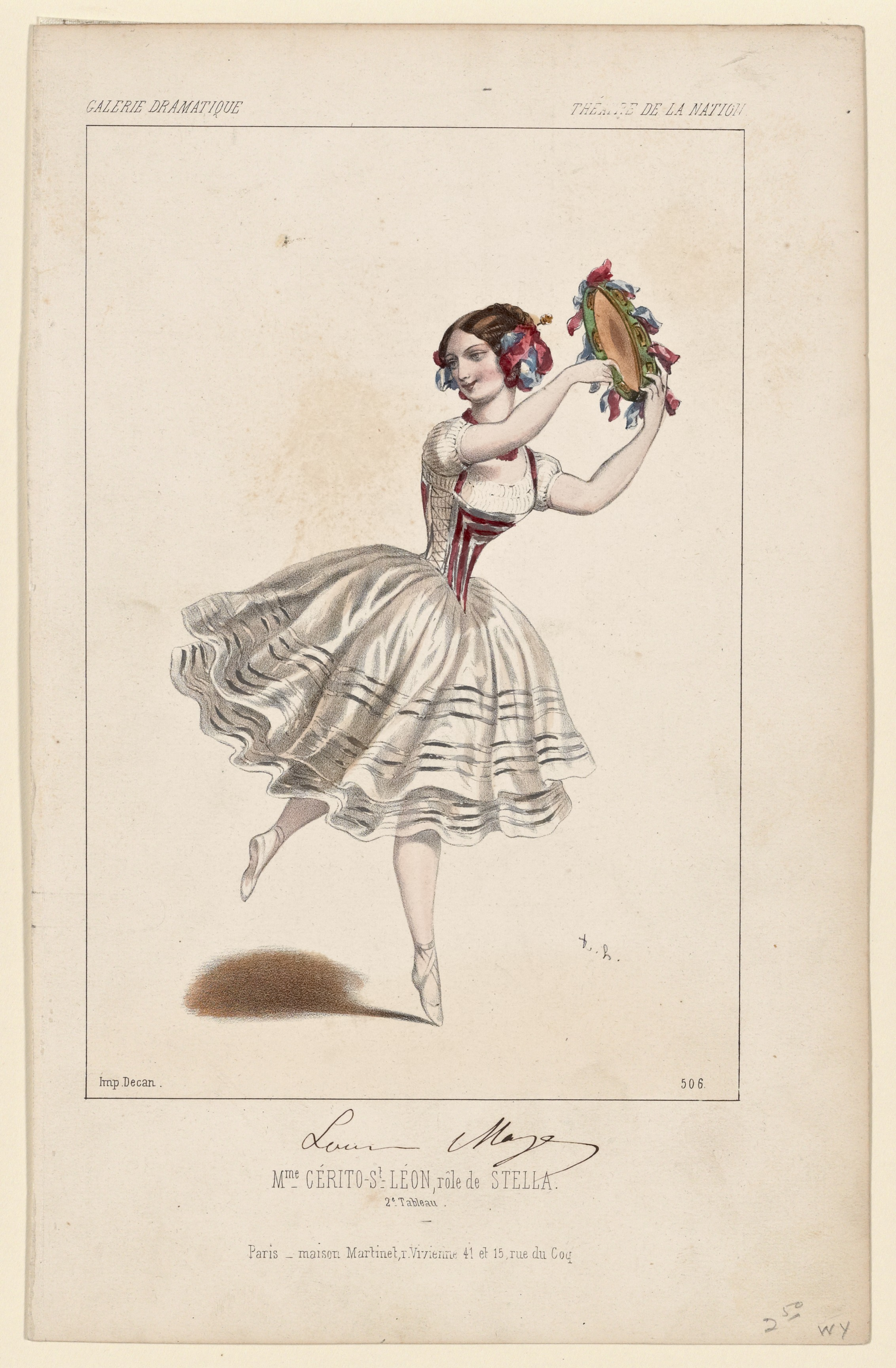
Kostümentwurf für Fanny Cerrito in Stella ou Les contrebandiers, 1850
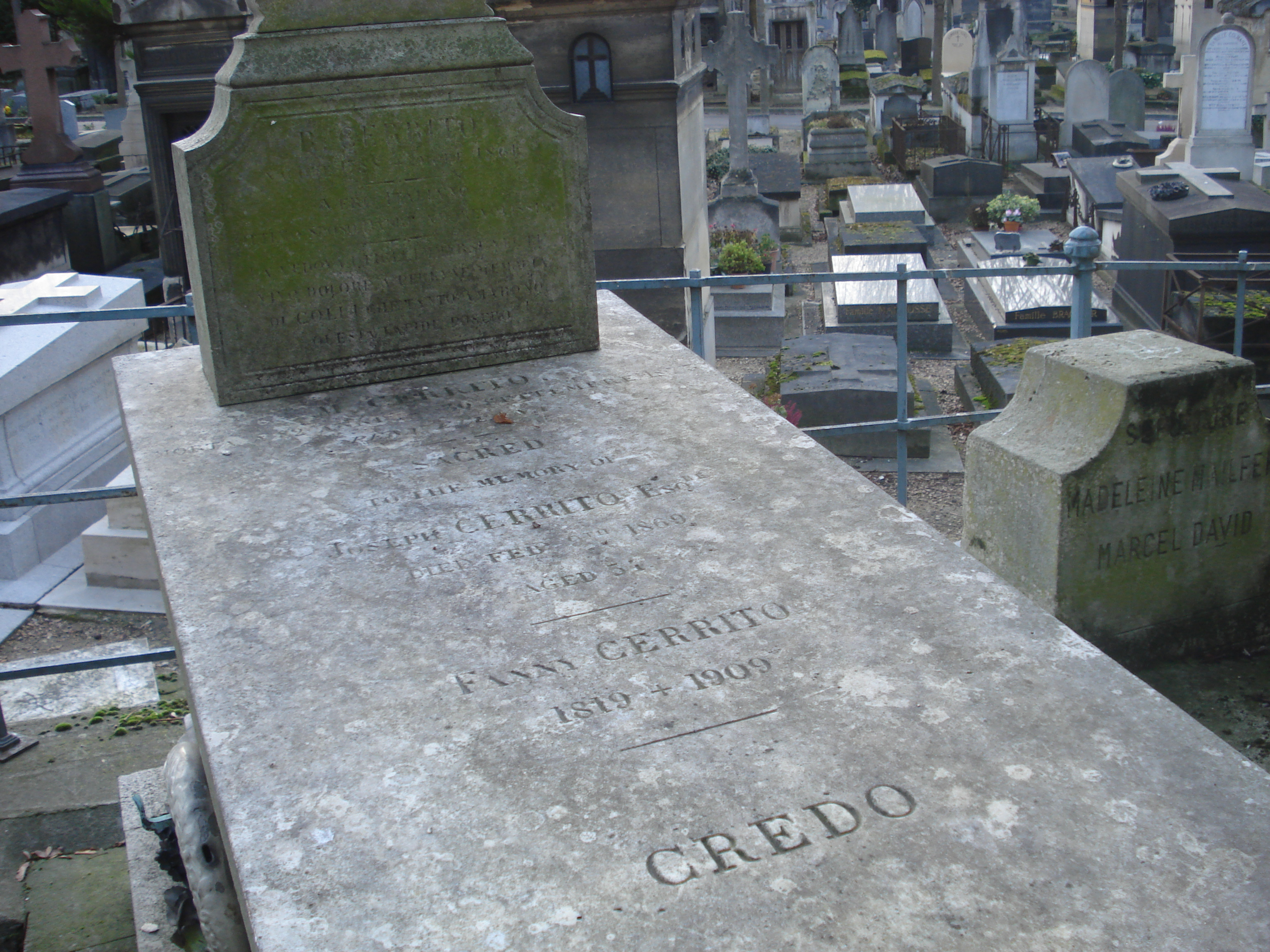
Grab (Paris, cimetière de Montmartre)